# Свети Йоан Богослов (Лаки)
„Свети Йоан Богослов“ (на македонска литературна норма: „Свети Јован Богослов“) е възрожденска православна църква във винишкото село Лаки, източната част на Република Македония. Част е от Брегалнишката епархия на Македонската православна църква – Охридска архиепископия.
Храмът е изграден в 1906 година или в XIX век. В архитектурно отношение е трикорабна базилика, широка и ниска с полукръгла апсида на източната страна. Обновена е след Първата световна война.